# 朝比奈泰煕
朝比奈 泰煕（あさひな やすひろ）は、室町時代後期から戦国時代にかけての武士。今川家の家臣。遠江国掛川城主。

## 略歴
朝比奈吉俊の子として誕生。
駿河国の今川氏に従い、文明年間（1469年 - 86年）に今川義忠の命を受け、遠江佐野郡に掛川城を築城した。
連歌師の宗長と親しく、永正8年正月21日に宗長が泰煕の三七忌（21日目の法要）を行っていることが『宗長手記』に記されているため、遡って同年の元日に亡くなったことが判明する。
浅倉直美は泰煕の娘が今川氏親の側室となり、今川義元を生んだ可能性を指摘している。
今川氏の家臣とされる福島正成を讒言し、義忠の嫡男・氏親と仲違いさせ、正成を死に至らしめたという説がある（ただし、正成を後世の創作による人物とする説もある。詳しくは同項目を参照のこと）。